# Kanako Murata
Kanako Murata (jap. 村田 夏南子 Murata Kanako; * 10. August 1993 in Matsuyama) ist eine japanische Ringerin. Sie wurde 2011 und 2012 Junioren-Weltmeisterin und 2012 Asienmeisterin, jeweils in der Gewichtsklasse bis 55 kg Körpergewicht.

## Werdegang
Kanako Murata begann als Jugendliche an der Abe Gakuin Oberschule in Tokio mit dem Ringen. Nunmehr ist sie Studentin an der Nihon-Universität in Tokio und wird dort von Ryo Kanehana trainiert. Sie ist 1,56 Meter groß und startet in der Gewichtsklasse bis 55 kg Körpergewicht.
In den Jahren 2009 bis 2011 wurde sie japanische „Oberschul“-Meisterin. Ihre internationale Karriere begann im Jahre 2009. Sie wurde dabei in Pune/Indien asiatische Juniorenmeisterin (Cadets) vor Jekaterina Larionowa aus Kasachstan. 2010 wurde sie in Huangshan/China asiatische Juniorenmeisterin in der Gewichtsklasse bis 59 kg vor Li Feng-Ling, China. Bei der Junioren-Weltmeisterschaft dieses Jahres in Budapest kam sie in der gleichen Gewichtsklasse hinter Zhang Lan, China, und Walerija Scholobowa, Russland, auf den 3. Platz. Im Dezember 2010 startete sie erstmals bei der japanischen Meisterschaft der Frauen und belegte in der Gewichtsklasse bis 55 kg hinter Saori Yoshida und Chikako Matsukawa den 3. Platz.
2011 wurde Kanako Murata in Bukarest Junioren-Weltmeisterin in der Gewichtsklasse bis 55 kg. Auf dem Weg zu diesem Erfolg besiegte sie Eileen Friedrich, Deutschland, Tatjana Debien, Frankreich, Maria Prevolaraki, Griechenland, Hafize Sahin, Türkei, und Helen Maroulis, Vereinigte Staaten. Bei der japanischen Meisterschaft der Frauen kam sie hinter Saori Yoshida auf den 2. Platz.
2012 wurde sie in Gumi/Südkorea auch erstmals Asienmeisterin bei den Frauen. Dabei ließ sie Tran Tri Dien Ninh, Vietnam, Aishan Ismagulowa, Kasachstan und Geeta Kumari, Indien, hinter sich. Ein Start bei den Olympischen Spielen dieses Jahres in London kam für sie nicht in Frage, weil in Japan in ihrer Gewichtsklasse Saori Yoshida – dreifache Olympiasiegerin und zehnfache Weltmeisterin – eindeutig das Geschehen bestimmte. Sie wurde aber in Pattaya erneut Junioren-Weltmeisterin in der Gewichtsklasse bis 55 kg vor Zhong Xuechan, China, Salina Sidakowa, Weißrussland und Petra Olli, Finnland. Außerdem wurde sie im Dezember 2012 in Abwesenheit von Saori Yoshida erstmals japanische Meisterin vor Chiho Hamada, Risako Kawai und Katsumi Sakagami. Sollte Saori Yoshida ihre einmalige Karriere beenden, so hat Kanako Murata beste Voraussetzungen ihre Nachfolgerin zu werden.
Im April 2013 erlebte sie aber eine kleine Enttäuschung, denn sie wurde im Finale der Asienmeisterschaft in New Delhi von der Chinesin Yang Senlian geschlagen und kam damit nur auf den 2. Platz. Bei der Universiade 2013 in Kasan gewann sie hinter Walerija Koblowa, Russland und Irina Husjak, Ukraine, eine Bronzemedaille.

## Internationale Erfolge
| Jahr | Platz | Wettbewerb                                               | Gewichtsklasse | Ergebnisse |
| 2009 | 1.    | Asiatische Juniorenmeisterschaft (Cadets) in Pune/Indien | bis 60 kg      | vor Jekaterina Larionowa, Kasachstan |
| 2010 | 1.    | Asiatische Juniorenmeisterschaft in Huangshan/China      | bis 59 kg      | vor Li Feng-Ling, China, Ora-In Daranee, Thailand und Choi Ji-ae, Südkorea                                                                                |
| 2010 | 3.    | Junioren-WM in Budapest                                  | bis 59 kg      | hinter Zhang Lan, China und Walerija Scholobowa, Russland                                                                                                 |
| 2011 | 1.    | "Iwan-Yarigin"-Golden-Grand-Prix in Krasnojarsk          | bis 55 kg      | vor Irina Kisel, Russland, Irina Chariw und Natalja Sinischin, beide Ukraine                                                                              |
| 2011 | 2.    | Klippan-Golden-Grand-Prix                                | bis 55 kg      | hinter Ida-Theres Nerell, Schweden, vor Emese Szabo, Ungarn und Katarzyna Krawczyk, Polen                                                                 |
| 2011 | 2.    | Golden-Grand-Prix in Baku                                | bis 55 kg      | hinter Ida-Theres Nerell, vor Irina Ologonowa, Russland und Julia Ratkewitsch, Aserbaidschan                                                              |
| 2011 | 1.    | Junioren-WM in Bukarest                                  | bis 55 kg      | nach Siegen über Eileen Friedrich, Deutschland, Tatjana Debien, Frankreich, Maria Prevolaraki, Griechenland, Hafize Sahin, Türkei und Helen Maroulis, USA |
| 2012 | 1.    | "Iwan-Yarigin"-Golden-Grand-Prix in Krasnojarsk          | bis 55 kg      | vor Walerija Scholobowa, Aym Abdildina, Kasachstan und Maria Gurowa, Russland                                                                             |
| 2012 | 1.    | Asienmeisterschaft in Gumi/Südkorea                      | bis 55 kg      | vor Tran Thi Dien Ninh, Vietnam, Aishan Ismagulowa, Kasachstan und Geeta Kumari, Indien                                                                   |
| 2012 | 8.    | Welt-Cup in Tokio                                        | bis 55 kg      | Siegerin Tonya Verbeek, Kanada (Kanako Murata bestritt nur einen Kampf)                                                                                   |
| 2012 | 1.    | Junioren-WM in Pattaya                                   | bis 55 kg      | vor Zhong Xuechan, China, Salina Sidakowa, Weißrussland und Petra Olli, Finnland                                                                          |
| 2012 | 1.    | Golden-Grand-Prix in Baku                                | bis 55 kg      | vor Katarzyna Krawczyk, Tatjana Debien und Irina Husjak, Ukraine                                                                                          |
| 2013 | 2.    | Asienmeisterschaft in New Delhi                          | bis 55 kg      | hinter Yang Senlian, China, vor Han Kum-Ok, Nordkorea und Babita Kumari, Indien                                                                           |
| 2013 | 3.    | Universiade in Kasan                                     | bis 55 kg      | hinter Walerija Kolobowa, Russland und Irina Husjak, Ukraine, gemeinsam mit Hwang Sun-Byol, Nordkorea                                                     |
| 2014 | 1.    | "Iwan-Yarygin"-Grand-Prix in Krasnojarsk                 | bis 55 kg      | vor Salina Sidakowa, Weißrussland und Irina Ologonowa, Russland                                                                                           |
| 2015 | 2.    | Asienmeisterschaft in Doha                               | bis 63 kg      | hinter Zhuoma Xiluo, China, vor Jekaterina Larionaowa, Kasachstan und Enchbar Tsevegmed, Mpngolei                                                         |

## Japanische Meisterschaften
| Jahr | Platz | Gewichtsklasse | Ergebnisse                                                 |
| 2010 | 3.    | bis 55 kg      | hinter Saori Yoshida und Chikako Matsukawa                 |
| 2011 | 2.    | bis 55 kg      | hinter Saori Yoshida, vor Chikako Matsukawa und Kei Yamana |
| 2012 | 1.    | bis 55 kg      | vor Chiho Hamada, Risako Kawai und Katsumi Sakagami        |
| 2013 | 3.    | bis 55 kg      | hinter Saori Yoshida und Chiho Hamada, vor Yuki Ikegami    |

## Erläuterungen
- alle Wettkämpfe im freien Stil
- WM = Weltmeisterschaft